# Stanisław Jasiński (poseł)
Stanisław Jan Jasiński (ur. 17 października 1953 w Radomsku, zm. 19 kwietnia 2024 w Warszawie) – polski polityk, samorządowiec, poseł na Sejm X kadencji.

## Życiorys
Ukończył w 1980 studia w Szkole Głównej Planowania i Statystyki. Po ukończeniu studiów pracował w bankowości spółdzielczej. Od 1985 pełnił funkcję naczelnika gminy i następnie wójta gminy Kodrąb. W 2002 i 2006 był wybierany w wyborach bezpośrednich na kolejne kadencje. Nie kandydował w 2010.
Sprawował mandat posła na Sejm kontraktowy z ramienia Zjednoczonego Stronnictwa Ludowego z okręgu bełchatowskiego, następnie należał do klubu poselskiego Polskiego Stronnictwa Ludowego. W trakcie kadencji pełnił funkcję zastępcy przewodniczącego Komisji Samorządu Terytorialnego, Gospodarki Przestrzennej i Komunalnej, ponadto zasiadał w Komisji Konstytucyjnej, Komisji Rolnictwa i Gospodarki Żywnościowej, Komisji Samorządu Terytorialnego oraz w dwóch komisjach nadzwyczajnych. Kadencję kończył w KP Polskie Stronnictwo Ludowe (Mikołajczykowskie).
W przedterminowych wyborach parlamentarnych w 2007 bez powodzenia kandydował do Sejmu z listy Prawa i Sprawiedliwości.